# Rother Kuppe
Die Rother Kuppe ist ein 710,6 m ü. NHN hoher Bergsporn am Ostabfall der Langen Rhön. Sie liegt in der Gemarkung Roth vor der Rhön der Gemeinde Hausen im bayerischen Landkreis Rhön-Grabfeld und ist ein angeschnittener Basaltkörper auf oberem Muschelkalk. Auf dem Sporn steht eine Turmgaststätte mit Aussichtsturm.

## Geographie

### Lage
Die Rother Kuppe erhebt sich im Naturpark Bayerische Rhön und im Biosphärenreservat Rhön. Ihr Gipfel liegt 1,3 km südwestlich der Ortschaft Roth, einem südwestlichen Ortsteil von Hausen, 2,8 km westsüdwestlich von Stetten, einem nördlichen Ortsteil von Sondheim vor der Rhön, 4,3 km nordwestlich des Sondheimer Kernorts und 3,6 km nordwestlich von Urspringen, einem Ortsteil von Ostheim vor der Rhön.

### Naturräumliche Zuordnung
Die Rother Kuppe gehört in der naturräumlichen Haupteinheitengruppe Osthessisches Bergland (Nr. 35), in der Haupteinheit Hohe Rhön (354) und in der Untereinheit Zentrale Rhön (354.1) zum Naturraum Ostabfall der Langen Rhön (354.12).

## Natur

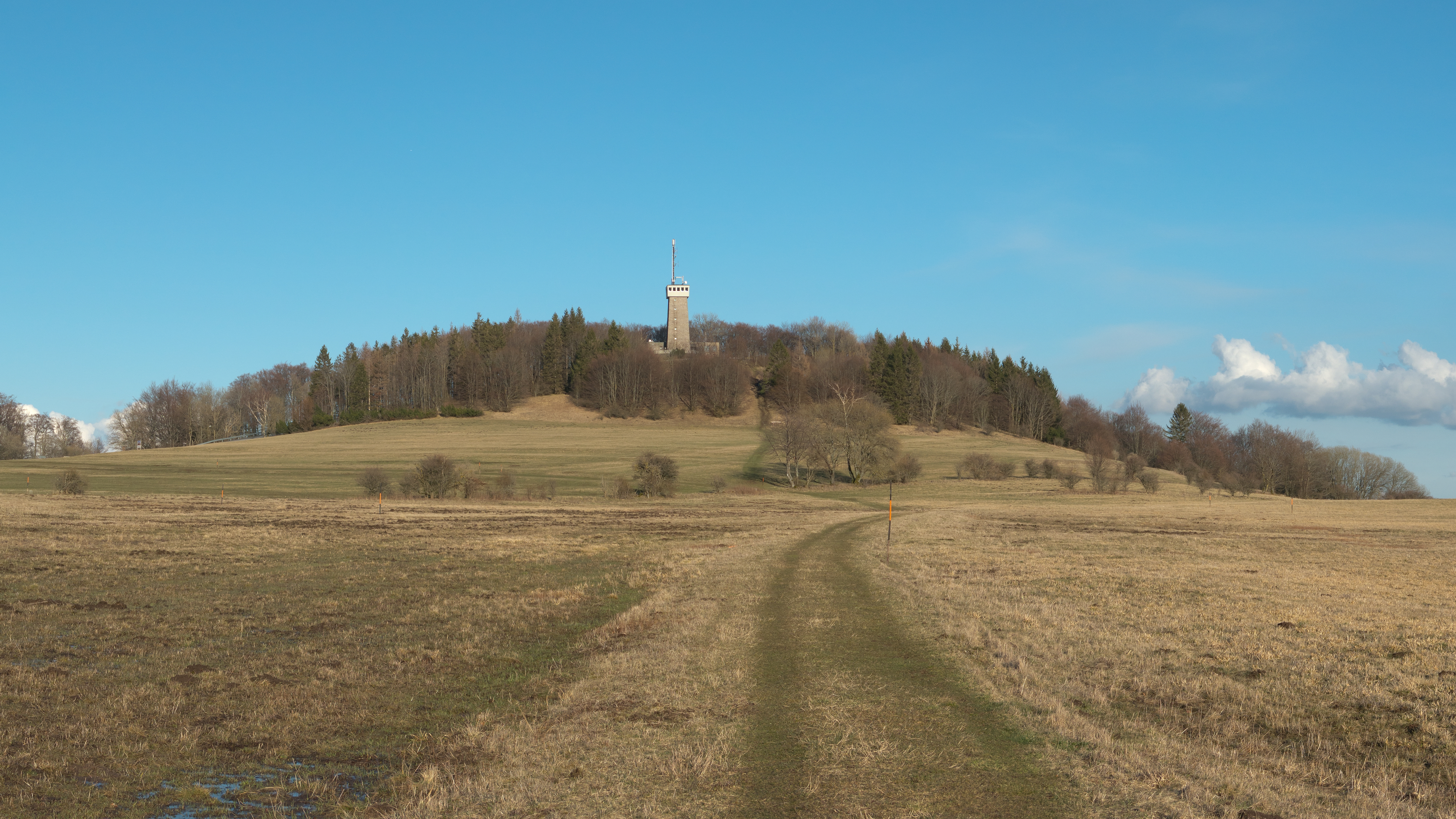
Ansicht von Westen

### Schutzgebiete
Auf der Rother Kuppe befinden sich Teile des Landschaftsschutzgebiets Bayerische Rhön (CDDA-Nr. 396113; 959,8027 km²). Bis auf ihre Hanglagen reichen Teile des Fauna-Flora-Habitat-Gebiets Bayerische Hohe Rhön (FFH-Nr. 5526-371; 192,6059 km²) und solche des Vogelschutzgebiets Bayerische Hohe Rhön (VSG-Nr. 5526-471; 190,2908 km²).

### Bewaldung
Die Nordostflanke des Bergs ist bewaldet, südwestlich des Gipfels befindet sich eine große Wiese mit alten Buchen, eine davon ist mit 7,8 m Umfang (Taille) die dickste der Rhön. Der Baum hat allerdings sehr unter dem Orkan Kyrill gelitten; dabei brachen einige Hauptäste ab.

## Berggasthof mit Aussichtsturm

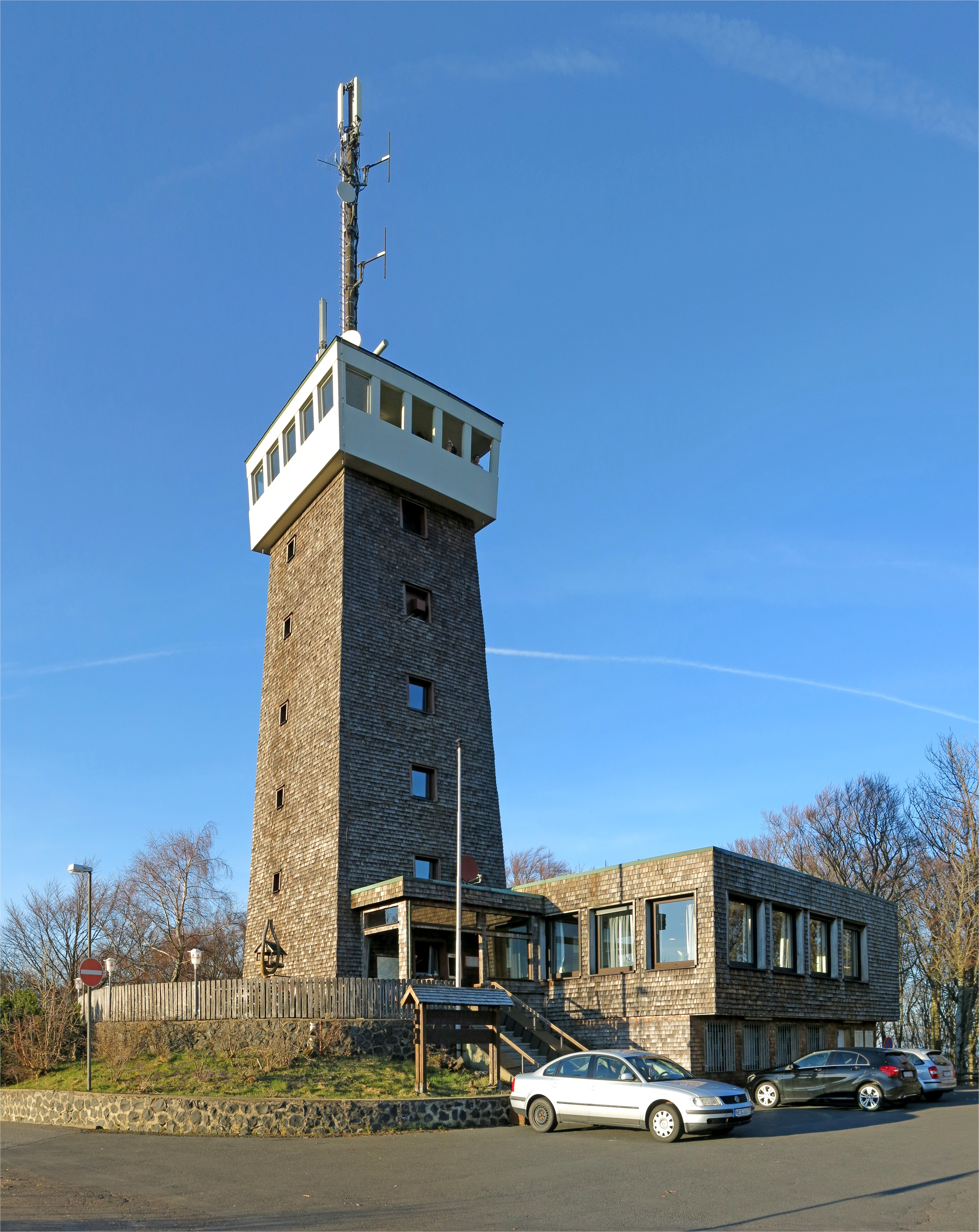
Turmgaststätte mit Aussichtsturm

Bereits 1890/1891 war auf dem Gipfel der Rother Kuppe der erste Aussichtsturm in Holzbauweise errichtet worden, der aufgrund der rauen Witterung der Rhön in den Jahren nach dem Zweiten Weltkrieg einstürzte. Der zweite Holzturm, der am 15. Mai 1955 eingeweiht wurde, trotzte nur wenige Jahre dem Wetter und wurde abgerissen. 1966/67 wurde der dritte Turm, diesmal in Stahlbetonbauweise, errichtet. Dieser 21,5 m hohe Aussichtsturm Rother Kuppe ist an den 1960 entstandenen Berggasthof Rother Kuppe des Rhönklubs Nordheim angegliedert, welcher ganzjährig geöffnet ist. Von seiner Aussichtsplattform ist eine weite Rundsicht zur Langen Rhön (Heidelstein, Thüringer Hütte), in die Thüringer Rhön (Gebaberg, Dolmar, Hutsberg, Neuberg), zum Thüringer Wald (Großer Inselsberg) und ins Grabfeld (Ostheim vor der Rhön, Gleichberge) möglich.

## Verkehr und Wandern
Nordwestlich vorbei an der Rother Kuppe führt von Roth etwa in Richtung Westen zur Hochrhönstraße als kurvenreiche Kreisstraße die NES 11. Von dieser Straße verläuft eine kurze, steile Auffahrt zu einem Parkplatz, der auf der Gipfelregion liegt. Routen zum Gipfel gibt es vom Schweinfurter Haus am Gangolfsberg und vorbei an der Thüringer Hütte, die am Ostrand des 1,5 km westlich des Bergsporns gelegenen Naturschutzgebiet Lange Rhön steht.

## Sonstiges
Auf dem rund 1000 m ostnordöstlich der Rother Kuppe befindlichen Rother Berg nahe der Kreisstraße NES 11 von Roth in Richtung Rother Kuppe steht der 1893 gefasste Justusbrunnen als Denkmal an den Gründer des Rhönklubs, Justus Schneider; in Brunnennähe liegt der Silbersee in einem ehemaligen Basaltsteinbruch. Auf dem Südosthang der Rother Kuppe steht das 1975 eröffnete Rhön-Park-Hotel.